# 高阳湾水库
高阳湾水库是中国陕西省榆林市佳县境内的一座水库，位于金明寺河上，建于1975年。水库正常库容为1110万立方米，集雨面积为135平方千米，海拔为127米。